# Pierre Rossi
Œuvres principales
- L'Irak des révoltes, 1962
- La Libye, 1965
- La Tunisie de Bourguiba, 1967
- De Suez à Akaba, 1968
- Encyclopaedia corsicae, volume III, 2004

Pierre Rossi (en corse Petru Rossi, né à Aullène en Corse le 28 octobre 1920 et mort à Ajaccio le 25 décembre 2002) est un professeur de lettres classiques, diplomate, chercheur, philosophe et romancier français. Son intérêt pour les pays du Maghreb et pour le Moyen-Orient et son érudition dans les domaines de l'histoire et de la langue arabe lui ont permis d'être, selon l'expression de Abdelkader Dehbi, « l'un des observateurs les plus autorisés du monde arabe où il a longtemps vécu ».

## Biographie

### Études et carrière diplomatique
Il prépare l’École normale supérieure au Lycée Louis-le-Grand,établissement d'enseignement à la fois secondaire et supérieur, et enseigne les Lettres classiques. Agrégé de grammaire, chercheur et philosophe, il a été chargé de missions culturelles dans les pays arabes. C'est à la faveur de cette charge diplomatique qu'il a pu fonder un foyer franco-égyptien à Assiout (Haute-Égypte), puis, en 1952, le Centre culturel de l’Ambassade de France à Bagdad, qu'il a dirigé lui-même. De telles activités lui ont permis de connaître de près le monde arabe et lui consacrer outre 9 livres, soit la belle part de son œuvre d'écrivain, de nombreux articles publiés dans l’hebdomadaire la Tribune des Nations ou la revue Orient.

### Historien du monde arabe
Tout en réfléchissant sur de grands moments ayant marqué l'histoire contemporaine du monde arabe, Petru Rossi a revisité en explorateur et en pèlerin la vieille histoire de ce même monde pour la donner à voir sous un jour nouveau. À ce titre, son livre La cité d’Isis, histoire vraie des Arabes, publié en 1976 et réédité en 2008, se lit comme l'histoire revue et corrigée de cet univers dont l'Occidental moyen ne connaît, en gros, que la période médiévale associée à l'expansion de l'islam. En remettant quelques aiguilles à l'heure, l'auteur restitue au monde arabe ce qu'il estime sa vraie histoire.
Ce livre, traduit une première fois en arabe par Farid Joha et publié, en 1970, sous le titre  مدينة إيزيس؛ التاريخ الحقيقي للعرب[Quoi ?][Cité d'Isis: l'histoire authentique des Arabes], a connu un immense succès de librairie au monde arabe, réédité en 1995 et en 2004. En 2007, une nouvelle traduction faite par Mawloud Tayeb a vu le jour sous le titre: وطن إيزيس: تاريخ العرب الصحيح[Quoi ?][Patrie d'Isis: histoire correcte des Arabes].

### Partisan des causes arabes
Au lendemain de la guerre des Six Jours, Pierre Rossi écrit en 1970 en livrant ses clés du conflit israélo-arabe :
« Par Israël interposé et par Arabes révoltés nous voici donc invités à répondre à la seule vraie question qui vaille d’y réfléchir : où débouche la guerre conduite par les organisations oligarchiques mondiales contre les peuples et les sociétés nationales ? Est-il possible de fonder une politique sur la mise en boîte sous vide des hommes et des choses, sur la négation des originalités nationales, du temps, des espaces et de l’humanité réelle ? Est-il possible qu’Israël, qui est un rêve armé mais un rêve tout de même, l’emporte sur la civilisation arabe, réalité permanente ? (...) « Tenir Suez et ses abords pour contrôler l’ensemble de l’Ancien Monde, tel fut et demeure le souci majeur de Washington et telle est bien aussi la première clef du conflit israélo-arabe. (...) »

### Écrits pour la Corse
Si une grande partie de son œuvre est consacrée au monde arabe, Pierre Rossi n'a pas oublié pour autant sa région la Corse. Outre l'hommage indirect rendu à l'île à travers son roman Les Conjurés d'Aléria (1987), il a collaboré à la rédaction du volume III de l'Encyclopaedia corsicae. Deux de ses ouvrages dont l'un en corse, coécrits respectivement avec Petru Bartoli et Lucien Felli traitent de questions qui touchent à la Corse dans ses rapports avec la France et l'Europe.

## Principales publications
- L'Irak des révoltes (Éditions du Seuil), 1962
- La Libye (Éditions Rencontre), 1965
- La Tunisie de Bourguiba (Éditions Kahia - Tunis), 1967
- De Suez à Akaba (Éditions Cujas), 1968
- Le Pétrole arabe dans la guerre (Éditions Cujas), 1968
- Les Clefs de la guerre (Éditions Sindbad), 1970
- La Verte Libye de Khadafi (Éditions Hachette), 1979
- La Cité d’Isis, histoire vraie des Arabes (Nouvelles éditions latines), 1976, 2008
- L’Irak, le pays du nouveau fleuve (Éditions J.A.), 1981
- Un soir à Pise, roman (Éditions Flammarion), 1971
- Les Conjurés d'Aléria, roman (Éditions La Table ronde), 1987
- U disturbu : 1789-1989 : la mise à sac / Ah ça ira, ça ira !..., Petru Rossi et Petru Bartoli, Éditions Ajaccio : la Marge , 1989
- La Corse, l'Europe et le droit, Petru Rossi et Maître Lucien Felli, Éditions Ajaccio : la Marge , 1991
- Encyclopaedia corsicae, volume III, Anthropologie, Bastia, Ed. Dumane, 2004 (collaboration sous la direction de Tony Sabiani)